# Le Violon d'Ingres
Pour les articles homonymes, voir Violon d'Ingres.
En référence au passe-temps dans lequel excellait le peintre classique français Jean-Auguste-Dominique Ingres et entré dans la culture française sous le nom de « violon d'Ingres », Le Violon d'Ingres est le titre d'une photographie en noir et blanc réalisée par l'artiste américain Man Ray en 1924. Elle représente le modèle Kiki de Montparnasse, nue, sur le dos de laquelle il apposa par la suite les ouïes d'un violon.  
Cette photographie a été publiée pour la première fois dans le treizième numéro de la revue Littérature en juin 1924.
Elle est actuellement conservée au musée national d'Art moderne à Paris.

## Contexte biographique

### Du peintre new yorkais au photographe parisien
Alors que Man Ray se destine à une carrière de peintre, il découvre au début des années 1900, à New York, la galerie 291, dirigée par le photographe américain Alfred Stieglitz. Il y approche pour la première fois les œuvres d'art moderne de Pablo Picasso, Paul Cézanne, Auguste Rodin, etc. Le jeune artiste reste longtemps impressionné par le galeriste new yorkais et sa volonté de rapprochement entre photographie et peinture. L'art moderne frappe une fois de plus Man Ray en 1913 à l'Armory Show, qu'il visite plusieurs fois « pour assimiler toutes ces nouvelles impressions ». Son travail se tourne alors progressivement vers un nouveau style de peinture, plus proche du cubisme. 

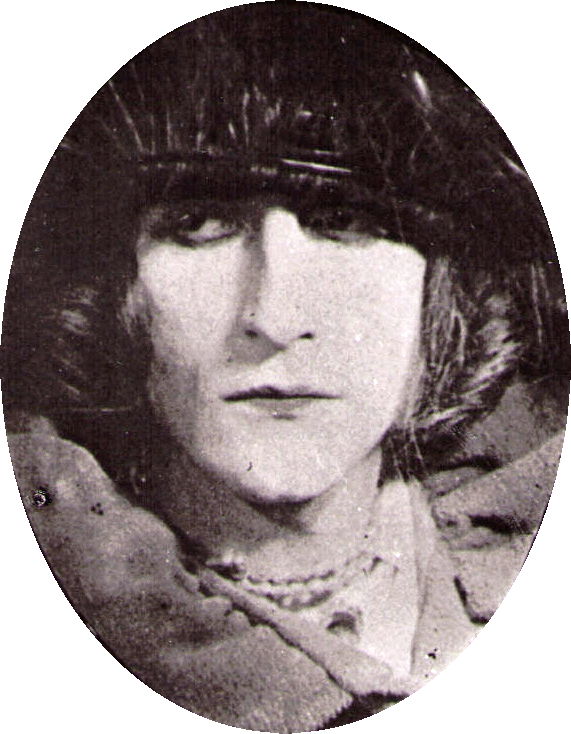
Man Ray, Rrose Sélavy (alter ego féminin de Marcel Duchamp).

Dès 1914 Man Ray commence à photographier lui-même ses toiles, après avoir demandé des conseils techniques auprès d'Alfred Stieglitz. Sa pratique de la photographie s'étend alors vers la réalisation de portraits de ses proches, dont le plus célèbre est Marcel Duchamp. Les deux hommes se rencontrent lors du premier voyage de l'artiste français aux États-Unis, et des liens d'amitié se tissent peu à peu entre eux. C'est ensemble qu'ils créent le double féminin de Duchamp, Rrose Sélavy. Man Ray photographie Duchamp ainsi travesti et l'un des clichés se retrouve sur l'étiquette du parfum Belle Haleine, Eau de Voilette. À cette même époque, Man Ray s'essaie aux collages, assemblages et sculptures. Beaucoup de ces dernières ne sont conservées que sous forme de photographies, dont on retient la volonté  de « [battre] en brèche les conventions esthétiques et [de remettre] en cause les conceptions que l'observateur se fait de la beauté ».

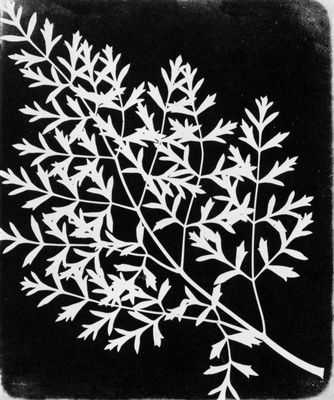
William Henry Fox Talbot, Dessin Photogénique.

Les années 1920 sont pour Man Ray celles de l'exploration des potentialités offertes par la photographie. Il touche enfin à la reconnaissance avec l'exposition de deux de ses photographies au Salon dada à Paris en juin 1921. Ses images, représentant un fouet à œufs et un assemblage de pinces à linge sur une lampe photographique, appartiennent ainsi au mouvement dada et inscrivent pour la première fois son travail dans un contexte artistique international. Il réalise que de l'autre côté de l'océan une communauté d'artistes partage sa vision de l'art : Tristan Tzara dira d'ailleurs que « Dada ne peut pas vivre » à New York[réf. nécessaire]. Man Ray quitte donc les États-Unis pour la France en juillet 1921. Marcel Duchamp l'accueille à Paris et le présente à ses amis dadaïstes. Afin de vivre plus confortablement, Man Ray propose ses services aux artistes qui souhaitent faire photographier leurs travaux. L'Américain en profite pour faire connaissance avec ces artistes et les photographier. Ces photographies lui permettent d'obtenir son premier contrat de photographe de mode pour le couturier français Paul Poiret, et il fait notamment poser ses modèles à côté d’œuvres d'Alberto Giacometti et Constantin Brancusi. 
Sa réputation grandissante de photographe de mode ne l’empêche pas d'expérimenter par ailleurs le médium photographique. Dans son laboratoire, Man Ray découvre le photogramme. Cette technique photographique consiste à placer des objets sur une surface photosensible et exposer l'ensemble à la lumière : l'image présente en négatif l'ombre de l'objet. Le premier photographe à avoir expérimenté cette méthode est le Britannique William Henry Fox Talbot en 1839, mais Man Ray s'en approprie l'invention en la nommant « rayogramme ».
Grâce à une rentrée d'argent, Man Ray déménage pour le quartier de Montparnasse où il côtoie de nombreux artistes, écrivains et marginaux. C'est là-bas qu'il rencontre Alice Prin, connue sous le pseudonyme de Kiki de Montparnasse.

### La rencontre avec Kiki de Montparnasse

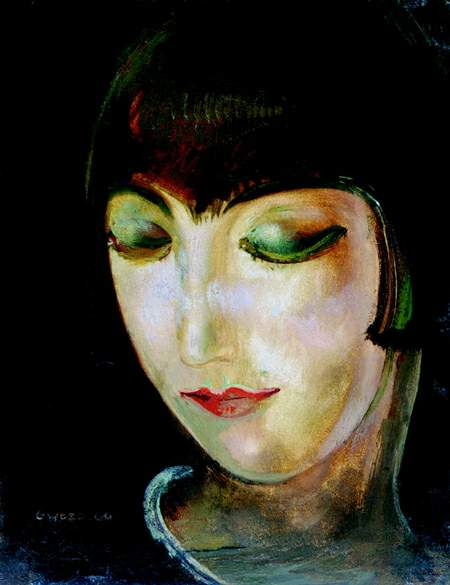
Gustaw Gwozdecki, Kiki de Montparnasse.

Durant l'entre-deux-guerres, les multiples activités d'Alice Prin (modèle, chanteuse, danseuse, gérante de cabaret, peintre, etc.) lui valent le surnom de la « Reine de Montparnasse ». L'artiste américain découvre Kiki au travers des peintures de ses contemporains. Il était subjugué par l'« ovale parfait de son visage, ses yeux très écartés, son long cou, sa poitrine haute et ferme, sa taille fine ».
Man Ray rencontre Kiki de Montparnasse dans un café et lui propose de la photographier. Mais elle, qui pose pourtant pour nombre de peintres, hésite. Dans son esprit, celui de l'époque, la photographie ne fait qu'enregistrer la réalité, différence notable avec la peinture. Man Ray raconte dans son autobiographie qu'il réussit alors à la convaincre en lui disant : « je photographiais comme je peignais, transformant le sujet comme le ferait un peintre ». Kiki devient la première amante du photographe à Paris. Elle déménage chez lui et pose de très nombreuses fois pour lui, dès 1921. L'une de ces collaborations les plus célèbres est Noire et Blanche, une photographie de 1926 : l'ivoire du visage du modèle est présenté en regard de l'ébène d'un masque africain. Man Ray doit sans doute une grande partie de sa renommée à Kiki, en plus de ses progrès en matière de langue française.
Après leur rupture, ils restent amis et se voient régulièrement. Dans son autobiographie, Man Ray consacre à Kiki une partie de son chapitre sur Paris : « la véritable histoire de Kiki de Montparnasse ».

## L’œuvre

### Description
Le Violon d'Ingres représente Kiki de Montparnasse nue de dos. Elle est assise sur ce qui semble être la bordure d'un lit, recouvert d'un tissu à carreaux. On ne distingue pas ses jambes et ses bras sont totalement repliés vers l'avant : seule la courbure des épaules se dessine. Ses hanches sont drapées d'un second tissu qui forme comme une couronne et souligne le bas du dos et la naissance des fesses. Son visage est tourné de trois quarts vers la gauche, laissant entrapercevoir son profil et une boucle d'oreille à pendentif long. Elle est coiffée d'un turban à fines rayures. À la suite du tirage, la photographie a été rehaussée à la mine de plomb et à l'encre de Chine par l'artiste qui a ajouté dans le dos de son modèle les ouïes d'un violon. La lumière vient de la droite et éclaire le dos de façon presque uniforme. Le corps se détache par sa blancheur du fond de la photographie qui est très sombre. Les courbes du corps sont mises en exergue, courbes devenues celles d'un violon par l'ajout des ouïes.

### Explication du titre
Le titre de l’œuvre reprend une expression de la langue française (violon d'Ingres) faisant de la passion qu'Ingres entretenait pour le violon, lorsqu'il abandonnait ses pinceaux, l'archétype du hobby. Ici, le titre suggère que les femmes, et en particulier le modèle de sa photographie, étaient pour Man Ray, lorsqu'il délaissait son art, son propre passe-temps de substitution.

### Inspiration
Le titre de cette peinture est aussi un indice sur le peintre qui a inspiré Man Ray dans la réalisation de cette photographie : le photographe américain admirait le travail du peintre français Jean-Auguste-Dominique Ingres et le Violon d'Ingres s'inspire d'un personnage du Bain turc. Ce tableau, terminé en 1859, a été réalisé sans modèles mais grâce aux nombreux croquis, dessins et tableaux précédents du peintre. Le Bain turc copie notamment La Baigneuse Valpinçon, un autre tableau du même peintre, daté de 1808. Comme dans la photographie de Man Ray, les deux femmes peintes par Ingres sont représentées nues, de dos et portant un turban.

### Étude préalable
Il existe une autre photographie datée de 1924 et aujourd'hui considérée comme une étude préalable au Violon d'Ingres. Cette image présente Kiki dans la même échelle de plan. Elle est assise sur une chaise, le buste de trois quarts et le visage de profil. Elle porte le même turban et maintient avec ses mains le même tissu autour de ses hanches. Nous pouvons imaginer que le rapprochement visuel du dos de Kiki et des courbes d'un violon est venu ultérieurement à l'esprit de Man Ray. Cette étude (8,1 × 5,5 cm) est conservée au musée national d'Art moderne, à la suite d'une dation en 1994.

## Postérité

### Diffusion de la photographie
La photographie a été rendue publique pour la première fois en juin, toujours en 1924, dans la revue Littérature, fondée par André Breton, Louis Aragon et Philippe Soupault.
Un des tirages d'époque ayant appartenu à André Breton a été acquis en 1993 par le Centre Pompidou, et plusieurs fois prêté par ce musée  pour des expositions. Un autre tirage a également été vendu en mai 2022 aux enchères à New York par Christie's, déclenchant un record sur le montant d'achat d'une photographie, 12,4 millions de dollars,.

### Hommage
En 1990, le photographe Joël-Peter Witkin rend hommage à Man Ray avec son œuvre Woman once a Bird (en français, littéralement : « Femme autrefois oiseau »). De la même manière, il fait poser son modèle de dos, les bras et les jambes cachées. Sa tête est nue mais sa taille est sertie par un corset métallique. Les ouïes du violon ont été remplacées par d'impressionnantes cicatrices, laissant imaginer une paire d'ailes disparues.

### Expositions
Le tirage original du Violon d'Ingres conservé depuis 1993 au musée national d'Art moderne appartenait précédemment à André Breton. Depuis sa publication dans la revue Littérature, en juin 1924, cette œuvre a été exposée à de nombreuses reprises dans le monde entier. 
- Exposition André Breton, la beauté convulsive, musée national d'Art moderne, Paris, du 25 avril au 26 août 1991.
- Exposition Man Ray, Serpentine Gallery, Londres, du 17 janvier au 12 mars 1995.
- Exposition Paris des Photographes 1905/1997 dans les collections du musée national d’Art moderne - centre Georges-Pompidou :
  - Bunkamura Museum of Art, Tokyo, du 13 septembre au 26 octobre 1997.
  - National Museum of Art, Osaka, du 1er novembre 1997 au 18 janvier 1998.
- Exposition Man Ray, La photographie à l'envers : 
  - Grand Palais, Paris, du 29 avril au 29 juin 1998.
  - International Center of Photography, New York, du 16 novembre 1998 au 24 janvier 1999[17].
  - Museo Nacional Centro de Arte Reina Sofia, Madrid, du 11 février au 26 avril 1999.
- Présentation des collections permanentes (collections modernes) du musée national d'Art moderne / Centre de création industrielle, Paris, du 1er novembre 1999 au 30 janvier 2001.
- Exposition La révolution surréaliste, musée national d'Art moderne, Paris, du 6 mars au 24 juin 2002.
- Exposition Man Ray :
  - Art Gallery of New South Wales, Sydney, du 7 février au 18 avril 2004.
  - Gallery of Modern Art, Brisbane, du 8 mai au 18 juillet 2004.
  - National Gallery of Victoria, Melbourne, du 7 août au 17 octobre 2004.
- Présentation des collections permanentes (collections modernes) au musée national d'Art moderne / Centre de création industrielle, Paris, du 15 décembre 2006 au 15 décembre 2007.
- Exposition The Long Arm of Coincidence, Pace/Macgill Gallery, du 2 avril au 2 mai 2009.
- Exposition Ingres et les Modernes, Musée Ingres, Montauban, du 3 juillet au 4 octobre 2009.
- Exposition La Subversion des images, musée national d'Art moderne, Paris, du 23 septembre 2009 au 11 janvier 2010.
- Exposition Chefs-d’œuvre ? (Deuxième période), Centre Pompidou-Metz, Metz, du 6 septembre 2010 au 2 janvier 2011.
- Exposition Modernités plurielles (salle Obélisques), musée national d'Art moderne, Paris, du 23 octobre 2013 au 26 janvier 2015.
- Exposition Surréalisme, musée national d'Art moderne, Paris, du 4 septembre 2024 au 13 janvier 2025.

### Autres tirages
Un autre tirage, conservé par Man Ray jusqu'à sa mort, est devenu en 2022 la photographie la plus chère du monde en étant vendue 12 millions de dollars lors d'une vente aux enchèrs à New York.

### Catalogues d'expositions
- André Breton : la beauté convulsive, Paris : Éditions du Centre Pompidou, 1991.
- Man Ray, La photographie à l'envers, Paris : Éditions du Centre Pompidou, 1998.
- La révolution surréaliste, Paris : Éditions du Centre Pompidou, 2002.
- Collection Photographies : Une histoire de la photographie à travers les collections du Centre Pompidou, Paris : Éditions du Centre Pompidou, 2007.
- The Long Arm of Coincidence, New York: Steidl/Pace/MacGill Gallery, 2009.
- La Subversion des images, Paris : Éditions du Centre Pompidou, 2009.

### Ouvrages
- Bate, David, "The Oriental signifier," Photography & Surrealism, London, I.B. Tauris &  Co.
- Emmanuelle de l'Écotais et Katherine Ware, Man Ray, Köln, Taschen, 2004.
- Laurent Le Bon (dir.), Chefs-d’œuvre ?, Éditions du Centre Pompidou Metz, 2010.
- Man Ray, Autoportrait, traduit de l'américain par Anne Guérin, Arles, Actes Sud, 1998  (ISBN 2-7-427-1765-X).
- Marina Vanci-Perahim, Man Ray, Paris, Cercle d'Art, 1997.

### Articles
- Emmanuelle de L’Écotais, « Les Violon d’Ingres de Man Ray », Photographica, no 6,‎ 2023, p. 153-169 (lire en ligne ).